# Họ Cá sấu
Họ Cá sấu (Crocodylidae) là một họ bò sát trong Bộ Cá sấu, gồm 14 loài cá sấu "thực sự" (crocodile); trong đó phần lớn các loài thuộc chi Crocodylus. Hai chi khác của họ này chỉ có một đại diện là: Osteolaemus và Mecistops.

## Phân loại
- Chi Crocodylus: Chi Cá sấu
  - Crocodylus acutus: Cá sấu Trung Mỹ, phân bố ở Trung Mỹ, Caribê tới phía bắc Nam Mỹ
  - Crocodylus intermedius: Cá sấu Orinoco, phân bố ở Colombia và Venezuela
  - Crocodylus johnstoni: Cá sấu mũi dài hay cá sấu nước ngọt Australia, phân bố ở phía bắc Úc
  - Crocodylus mindorensis: Cá sấu Philippines
  - Crocodylus moreletii: Cá sấu Mêxico
  - Crocodylus niloticus: Cá sấu sông Nin, phân bố ở vùng hạ Sahara, châu Phi
  - Crocodylus novaeguineae: Cá sấu New Guinea
  - Crocodylus palustris: Cá sấu đầm lầy, cá sấu Ấn Độ hoặc cá sấu Ba Tư, phân bố ở khu vực Nam Á
  - Crocodylus porosus: Cá sấu cửa sông, cá sấu nước lợ, cá sấu nước mặn, cá sấu bông, cá sấu lửa, hay cá sấu hoa cà, phân bố ở vùng ven biển khu vực phía đông Ấn Độ, Đông Nam Á tới phía bắc Úc.
  - Crocodylus rhombifer: Cá sấu Cuba
  - Crocodylus siamensis: Cá sấu Xiêm, cá sấu Thái Lan, hay cá sấu nước ngọt, phân bố ở Đông Nam Á
  - Crocodylus suchus: Cá sấu sa mạc, phân bố ở khu vực Tây và Trung Phi.
- Chi Osteolaemus:
  - Osteolaemus tetraspis: Cá sấu lùn, phân bố ở khu vực Tây và Trung Phi.
- Chi Mecistops:
  - Mecistops cataphractus: Cá sấu mũi hẹp hay cá sấu thác phân bố ở khu vực Tây và Trung Phi.

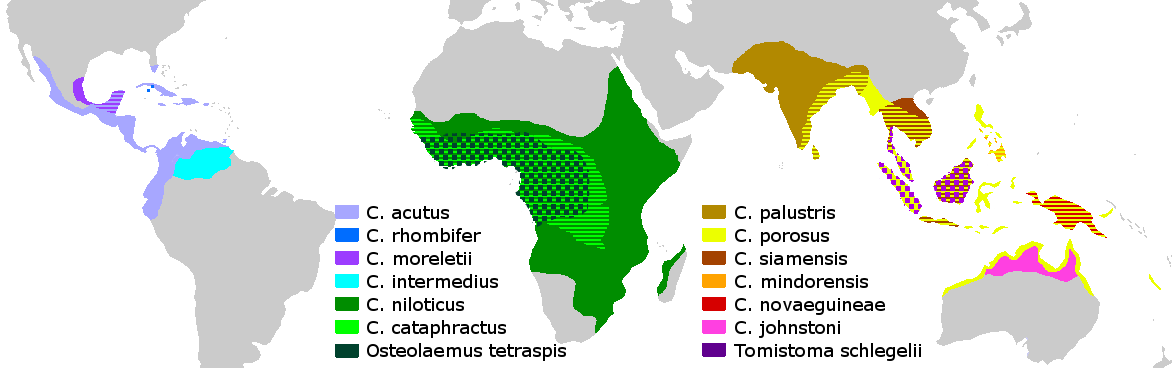
Phân bố của các loài trong Họ Cá sấu